# معهد غليون للتعليم العالي
معهد غليون للتعليم العالي (بالإنجليزية: Glion Institute of Higher Education)‏ هو مدرسة خاصة لإدارة الضيافة مع حرم جامعي في سويسرا والمملكة المتحدة. وهي مملوكة لشركة أورازيو، وهي شركة أسهم خاصة مقرها باريس.

## الاعتماد الاكاديمي
تم اعتماد معهد غليون من قبل لجنة نيو إنجلاند للتعليم العالي (سابقًا لجنة مؤسسات التعليم العالي التابعة لجمعية نيو إنجلاند للمدارس والكليات).

## العضويات
معهد غليون عضو في جمعية تطوير كليات إدارة الأعمال أي أي سي أس بي.
خضع معهد غليون لزيارة مراقبة الإشراف التربوي من قبل وكالة ضمان الجودة للتعليم العالي.

## الترتيب
على الصعيد العالمي، تم تصنيف معهد غليون بين أفضل 3 مؤسسات لإدارة الضيافة والترفيه، والمرتبة 2 لسمعة صاحب العمل، وفقًا لتصنيف كيو إس للجامعات العالمية 2021 حسب الموضوع. 

## الخريجين
معهد غليون للتعليم العالي لديه أكثر من 15700 خريج.
رابطة خريجي غليون هي مجتمع الشبكات الرسمي لخريجي معهد غليون. تستضيف الرابطة سلسلة من الأحداث في جميع أنحاء العالم، وتقدم الدعم المهني والمشورة القيادية لأعضائها.